# Les Baby-Sitters (bande dessinée)
Pour les articles homonymes, voir Les Baby-Sitters.
Les Baby-Sitters est une série de bande dessinée belge humoristique de Christian Godard au scénario et Clarke (sous le pseudonyme de Valda) au dessin. Et a été publiée de 1994 à 1999 dans l'hebdomadaire des éditions Dupuis Spirou et a connu trois albums de 1997 à 1999.

## Synopsis
Les aventures de baby-sitters d'une agence affrontant des bébés plus féroces les uns que les autres.

## Personnages
- Différentes baby-sitters se relaient : des jeunes, des vieilles, des bardées de diplômes, des anciennes militaires, etc.

## Publication

### Revues
La série a été publiée dans Spirou entre 1994 et 1999.

### Albums
Les albums des Baby-sitters ont été publiés par les éditions Dupuis :
1. Couches-culottes à louer, 1997
2. Pour une poignée de berceuses, 1998
3. Cent mille tétines au soleil, 1999